# Halfweg (Noardeast-Fryslân)
Halfweg (Fries: Healwei, Kollumerlands: Haalfweeg) is een buurtschap in de gemeente Noardeast-Fryslân, in de Nederlandse provincie Friesland. De buurtschap ligt rond de driesprong van de Leegsterweg en de Eeuwe Ennesweg, halverwege tussen Warfstermolen en de buurtschap De Leegte, op de weg naar het Groningse dorp Pieterzijl. Ten noorden ligt de waterloop Oudlandsried, die uitmondt in de Oude Lauwers. Halfweg heeft sinds 2010 plaatsnaamborden.
Halfweg kent enkele huizen en boerderijen. Verder is er het in 1962 opgerichte sportcomplex 't Meertenust van SV de Lauwers (waaronder voetbalvereniging VV de Lauwers) met twee sportvelden. Het sportcomplex ligt centraal gelegen tussen de dorpen Warfstermolen, Munnekezijl, Kollumerpomp en Burum.
Een van de vier huizen was de vroegere hervormde lagere school Burum-Halfweg, die in 1903 werd geopend en in 1969 fuseerde met die van Munnekezijl (sinds 1995 't Oegh). Tussen Warfstermolen en Halfweg staat ten zuiden van de weg een kop-hals-rompboerderij.

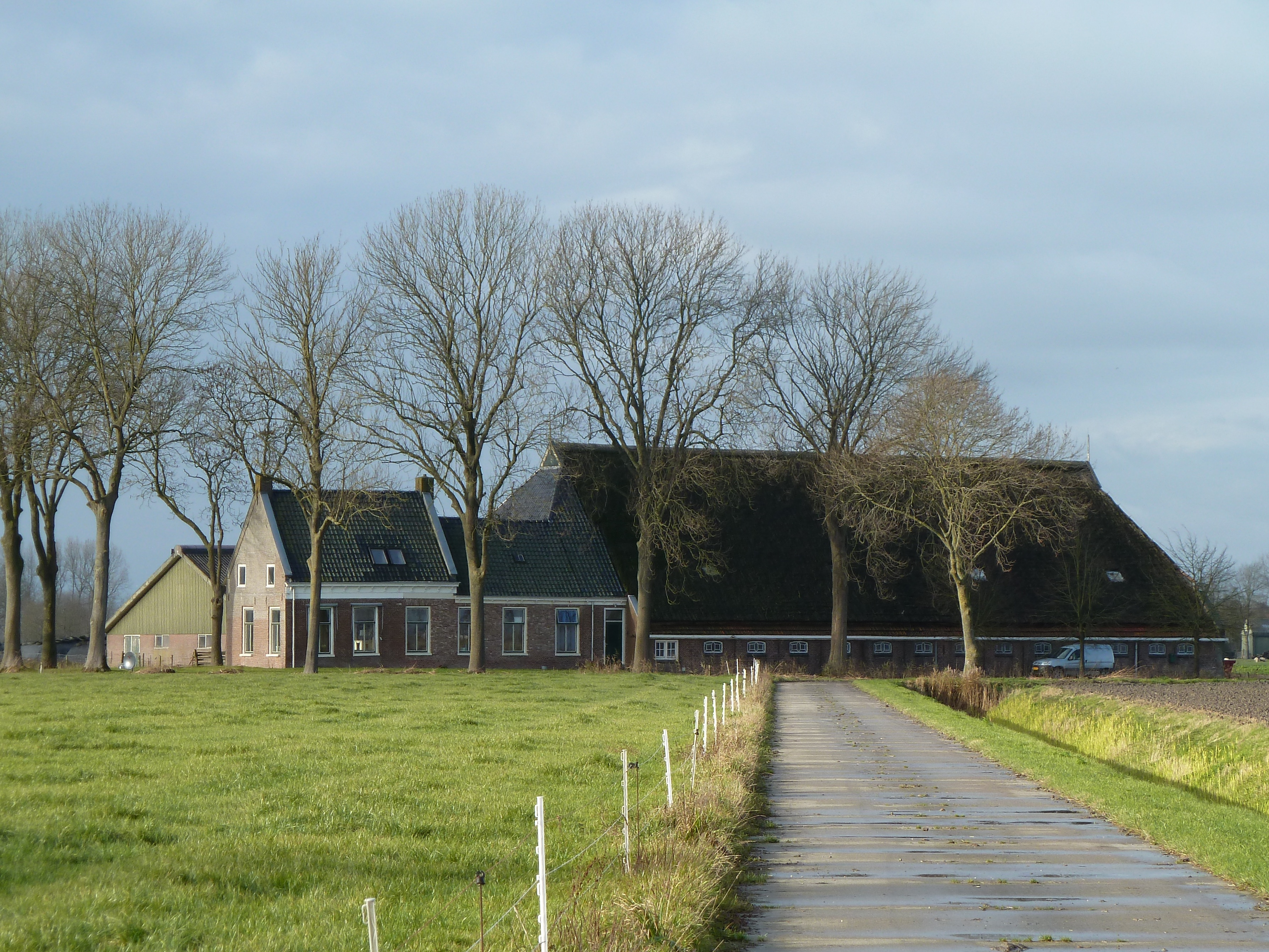
Kop-hals-rompboerderij nabij de buurtschap (2010)
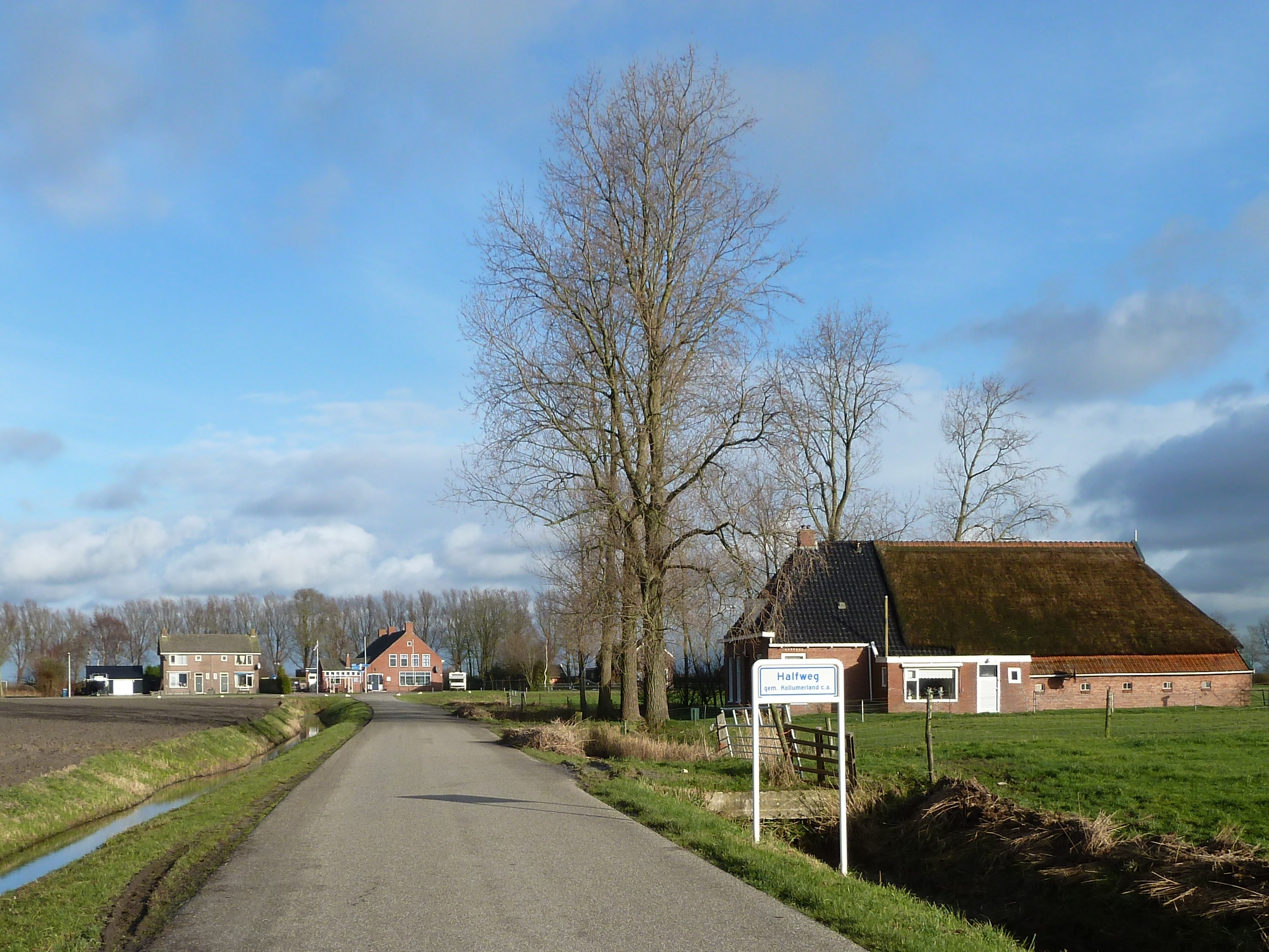
Naambordje met erachter een boerderij (2010)

Steden, dorpen en gehuchten: Aalsum · Anjum · Augsbuurt · Birdaard · Blija · Bornwird · Brantgum · Burum · Dokkum · Ee · Engwierum · Ferwerd · Foudgum · Genum · Hallum · Hantum · Hantumeruitburen · Hantumhuizen · Hiaure · Hogebeintum · Holwerd · Janum · Jislum · Jouswier · Kollum · Kollumerpomp · Kollumerzwaag · Lichtaard · Lioessens · Marrum · Metslawier · Munnekezijl · Moddergat · Morra · Nes · Niawier · Oosternijkerk · Oostmahorn · Oostrum · Oudwoude · Paesens · Raard · Reitsum · Ternaard · Triemen · Veenklooster · Waaxens · Wanswerd · Warfstermolen · Westergeest · Wetsens · Wierum · Zwagerbosch

Buurtschappen: Abbewier · Bartlehiem (deels) · Beintemahuis · Betterwird · Bollingawier · Bonte Hond · Bornwirdhuizen · Boteburen · Brandeburen · De Dellen · De Keegen · De Kolk · De Leegte · De Rijp · De Wirden · De Schans · Dijkshorne · Dokkumer Nieuwe Zijlen · Drieboerehuizen · Ezumazijl · Groot Medhuizen · Halfweg · Hallumerhoek · Hanenburg · Hantumerhoek · Huis ter Noord · Kettingwier · Klein Medhuizen · Kletterbuurt · Kollumeroudzijl · Krabburen · Laagland · Lutkewier · Molenbuurt · Nieuwland · Oudeterp · Oudwouderzijlen · Reidswal · Scharnehuizen · Stiem · Teerd · Teijeburen · Tergracht (deels) · Ter Lune · Tibma · Tilburen · Tiltjeburen · Vaardeburen · Veldburen · Vijfhuizen (Hallum) · Vijfhuizen (Ternaard) · Visbuurt · Weerdeburen · Westerburen · Westernijkerk · Wie · Wijgeest · Zevenhuizen

Streken: 't Schoor · Galilea · It Paradyske · Lutkelaard · Sibrandahuis · Steenharst · Steenvak · Wildpad (deels) · Zandbulten · Zwagerveen

Friesland: Steden en dorpen      Nederland: Provincies · Gemeenten